# Gleann Cholm Cille
Gleann Cholm Cille (Engels: Glencolmcille) is een plaats in het Ierse graafschap Donegal. De plaats telt 724 inwoners. Het bevindt zich in de Gaeltacht.

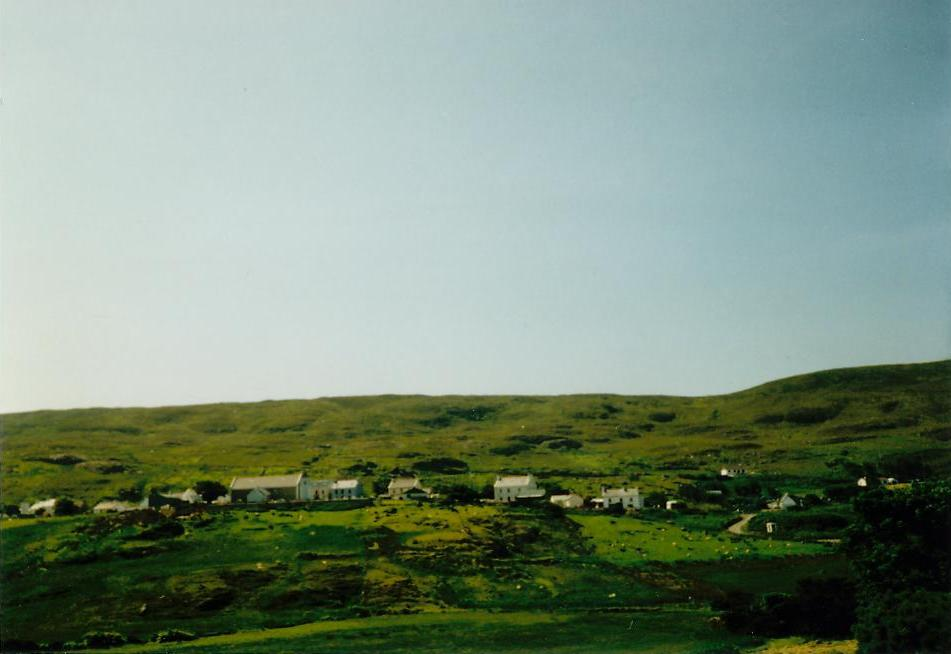
Landschap in Glencolmcille